# أعقل المجانين (مسلسل)
أعقل المجانين مسلسل سوري من ثلاث مواسم منفصلة، يحكي قصة بهلول العالم وهب بن عمرو الصيرفي.

## قصة المسلسل
يحكي المسلسل قصة الفقيه والعلامة أبو وهب بن عمر الصيرفي الملقب بالبهلول، حيث كان قاضياً في بغداد، فاستدعاه الخليفة هارون الرشيد ليكون قاضيا للقضاة، وطلب منه الموافقة على فتوى لإعدام الإمام موسى الكاظم بعد أن سجنه الرشيد، وكان بهلول من أنصار الإمام سراً، فأشار عليه الإمام بادعاء الجنون ليتقي شر الخليفة وبطشه، فتزهد في داره المتواضعة واتخذ من قصبة حصاناً يمتطيها بين الناس، وتصدى ببلاهته تلك للخليفة وراح يصحح له مساراته، أما الخليفة فقد أحب بهلول وقربه منه لدرجة أنه كان يطلبه في أشد حالات تأزمه مستخدماً إياه كمفرج للهم ثم مستفيداً من الحكمة التي كان ينطق بها بهلول في وقت كان يعجز عنها قاضي قضاته، لكن الشكوك تحوم حول حقيقة جنونه.

### قصة المسلسل
يستعرض المسلسل بيئة بغداد وخاصة منطقة الكرخ الشهيرة والمكتظة بالسكان، فنطلع على حياة الناس والتجارة واللباس وحياتهم في بغداد والبادية العراقية، ويستعرض لنا جوانب من بطش سلطان الخليفة، والصراع بين العباسيين والطالبيين، ويمر في المسلسل عدد من الشخصيات التاريخية الشهيرة إلى يومنا هذا، مثل: أبو النواس الشاعر، سيبويه العالم اللغوي، الكسائي معلم ولدي الرشيد، زرياب الموسيقي. وغيرهم الكثير.

## المسلسل
للمسلسل ثلاثة أجزاء، صدر الجزء الأول عام 2004، تلاه الجزء الثاني عام 2006، والجزء الثالث عام 2009.
- تأليف: الكاتب اللبناني عبد الغني حمزة، (ثلاثة أجزاء).
- إخراج: نذير عواد في (الجزئين الأول والثالث)، محمد الشيخ نجيب في (الجزء الثاني).
- إنتاج: شركة لين للإنتاج الفني.
- موسيقى: حسين نازك.[4]

### الشخصيات الرئيسية
- بهلول: أندريه سكاف.
- هارون الرشيد: محمد خير الجراح في الجزء الأول، تيسير إدريس في الجزء الثاني.
- قاضي القضاة شريح: جرجس جبارة في الأجزاء الثلاثة.
- المأمون: رامز الأسود، في الجزء الثاني.
- الأمين: نضال سيجري، في الجزء الثالث.
- زبيدة: صباح بركات، الأجزاء الثلاثة.
- سعد صاحب الشرطة: مصطفى دياب، في الأجزاء الثلاثة.
- الوزير الفضل بن الربيع: سهيل حداد في الجزء الثاني، زهير رمضان في الجزء الثالث.
- أكثم الشّواء: عبد الرحمن أبو القاسم في الجزئين الأول والثاني، ياسين بقوش في الجزء الثالث.[5]

### شخصيات متغيرة
وهم ممثلون يؤدون أدوارا مختلفة من حلقة لحلقة.
- قاسم ملحو، ضحى الدبس، علي كريم، وضاح حلوم، قمر خلف، محمد حداقي، جهاد الزغبي، ليليا الأطرش، رياض وردياني، مها المصري، سحر فوزي، عبد الحكيم قطيفان، محمد الحريري، حسان يونس، توفيق العشا، اسكندر عزيز، ليث المفتي، وائل شرف، وفيق الزعيم، سامر المصري، نوار بلبل، هناء نصور، جلال شموط، روعة ياسين، نسرين الحكيم، تولاي هارون، لورا أبو أسعد، توفيق إسكندر، أدهم مرشد، عصمت رشيد، آلان الزغبي، أوجا أبو الذهب، حسام الشاه، جمال نصار، مرشد ضرغام، عباس الحاوي.[1]

## الاستقبال الجماهيري
حقق المسلسل نجاحا جماهيريا كبيراً منذ الموسم الأول، رغم عرضه خارج الموسم الرمضاني (الموسم المعتاد لعرض المسلسلات لأول مرة)، فعملت الشركة المنتجة على إنتاج جزء ثاني حقق نجاحا تفوق على الموسم الأول، ثم جزء ثالث لم يحقق النجاح الكبير للجزئين السابقين بسبب تقليل الكوميديا والطرائف الذكية، والتركيز على الجوانب التاريخية.

### العرض التلفزيوني
عرضته الكثير من القنوات منها: التلفزيون السوري الرسمي، قناة سما الفضائية، قناة الدنيا الفضائية، قناة آي فيلم الإيرانية، قناة الكوثر العراقية، قناة أكوام، قناة المنار اللبنانية، قناة نورفوم الروسية، قناة موروك المغربية، قناة السومرية العراقية، قناة كلاكيت المصرية. والكثير من القنوات العربية.